# إنغريد أوليفيرا
إنغريد أوليفيرا (بالبرتغالية: Ingrid de Oliveira‏) هي غطاسة برازيلية، ولدت في 7 مايو 1996 في ريو دي جانيرو في البرازيل.

## وصلات خارجية
- إنغريد أوليفيرا على موقع الاتحاد الدولي للسباحة (الإنجليزية)
- إنغريد أوليفيرا على موقع قاعدة بيانات الغوص IAT (الألمانية)
- إنغريد أوليفيرا على موقع اللجنة الأولمبية الدولية (الإنجليزية)
- إنغريد أوليفيرا على موقع أوليمبيديا (الإنجليزية)